# 一閃一閃亮晶晶 (2010年電影)
《一閃一閃亮晶晶》（英語：Twinkle Twinkle Little Stars），是一部在2010年上映，由林正盛執導，以泛自閉症兒童為題材的台灣紀錄片。

## 劇情
呈現四位泛自閉症兒童、青少年的生活故事。

## 後續
2018年，本片主角之一的李明澐一家人接受媒體專訪。
2021年，林正盛導演推出以自閉症成年人作為拍攝對象的《地球迷航》紀錄片上映暨自閉症公益計畫。

## 外部連結
- Yahoo奇摩電影上《一閃一閃亮晶晶》的資料（繁體中文）
- 開眼電影網上《一閃一閃亮晶晶》的資料（繁體中文）